# Apollon Larissa FC
El Apollon Larissa FC (en griego: Α.Ο. Απόλλων Λάρισας) es un equipo de fútbol de Grecia que juega en la Gamma Ethniki, tercera división de fútbol en el país.

## Historia
Fue fundado en el año 1930 en la localidad de Filippoupoli en Larissa y llegó a participar en la Beta Ethniki por primera vez en el año 1964, descendiendo ese mismo año tras no ganar ninguno de sus partidos.
En la temporada 1997/98 tuvo una gran participación en la Copa de Grecia en la que fueron eliminados en los cuartos de final, pero en la temporada 2010/11 el equipo es descendido a la quinta división de Grecia, terminando una estancia de 31 años participando en los torneos nacionales.
En el año 2016 logra el ascenso a la Gamma Ethniki, en la cual estuvo solo una temporada luego de conseguir el ascenso a la Beta Ethniki para la temporada 2017/18.

## Palmarés
- Gamma Ethniki: 1

2016-17
- Eps Larissa: 5

1963-64, 1971-72, 1973-74, 1978-79, 2015-16
- Eps Larissa Cup: 7

1980-81, 1985-86, 1987-88, 1998-99, 2000-01, 2001-02, 2015-16